# آرتور سیمور (بازیکن فوتبال)
آرتور سیمور (انگلیسی: Arthur Seymour؛ زادهٔ) بازیکن فوتبال است.
از باشگاه‌هایی که در آن بازی کرده‌است می‌توان به باشگاه فوتبال برادفورد سیتی اشاره کرد.